# Arnac-sur-Dourdou
 Arnac-sur-Dourdou  es una población y comuna francesa, situada en la región de Mediodía-Pirineos, departamento de Aveyron, en el distrito de Millau y cantón de Decazeville.

## Demografía
| 103 | 87 | 66 | 48 | 55 | 30 |
| Para los censos de 1962 a 1999 la población legal corresponde a la población sin duplicidades (Fuente: INSEE [Consultar]) |    |    |    |    |    |